# Federação Esportiva de Levantamento de Peso do Estado do Paraná
A Federação Esportiva de Levantamento de Peso do Estado do Paraná ou (Federação Paranaense de Levantamento de Peso Olímpico), designada FELP-PR, é  a entidade responsável por organizar, administrar, credenciar e dirigir a modalidade Olímpica de Levantamento de Pesos, no Estado do Paraná. Tem sede na cidade de Porto Amazonas, Estado do Paraná. É uma entidade sem fins lucrativos de caráter esportivo, social e filantrópico, representa os atletas e clubes paranaenses perante a entidade responsável pela modalidade olímpica no Brasil a Confederação Brasileira de Levantamento de Peso sendo esta filiada ao Comitê Olímpico Brasileiro e a Federação Internacional de Levantamento de Peso (IWF).*

## História
A Federação Esportiva de Levantamento de Peso do Estado do Paraná, FELP-PR, foi criada em 27 de julho de 2013. Visando reviver a modalidade praticada intensamente entre as décadas de 1960 e 1980 no sul do Brasil.
A Entidade tem o propósito de Representar oficialmente o Levantamento de Peso em todo o Estado do Paraná território de sua jurisdição,bem como no território nacional e internacional, em competições amistosas ou oficiais da realizada pelas FELP-PR, CBLP (Confederação Brasileira de Levantamento de Peso ), CPLP (Confederación Panamericana de Levantamiento de Pesas), CSLP (Confederación Sudamericana de Levantamento de Pesas) da respectiva IWF ( International Weightlifting Federation)e a IWF-Masters (International Weightilifiting Federation Masters) que faz parte de federação internacional de Levantamento de Peso, e que esta ligada ao Comité Olímpico Internacional, observada a competência da CBLP e do COB (Comitê Olímpico Brasileiro)